# Santa Cruz (Paraíba)
Santa Cruz è un comune del Brasile nello Stato del Paraíba, parte della mesoregione del Sertão Paraibano e della microregione di Sousa.